# Качанюк-Спєх Ірина
Качанюк-Спєх Ірина (13 червня 1935, Львів) — українська перекладачка. Членкиня Національної спілки письменників України. Перекладає з німецької на українську та з української на німецьку.

## Біографія
Ірина Качанюк-Спєх народилася 13 червня 1935 р. у м. Львові. Закінчила Мюнхенський університет Людвіга Максиміліана, Кембриджський університет та Сорбонну. Працює викладачем в Українському Вільному Університеті та доцентом у Високій Народній Школі Мюнхена. Живе і працює в Німеччині.
Переклала на німецьку мову твори Лесі Українки, Тараса Шевченка, Івана Франка, Володимира Яніва, Ростислава Єндика, Дмитра Павличка, Івана Калинця, Ліни Костенко та багатьох інших. На українську мову твори Й. Гете, Т. Манна, А. Шефер та ін.
Автор численних статей та рефератів.